# Meuschenia scaber
Meuschenia scaber és una espècie de peix de la família dels monacàntids i de l'ordre dels tetraodontiformes.

## Morfologia
- Els mascles poden assolir 31 cm de longitud total.[2][3]

## Depredadors
A Nova Zelanda és depredat pel gall de Sant Pere (Zeus faber).

## Hàbitat
És un peix marí, de clima temperat i demersal que viu entre 20-200 m de fondària.

## Distribució geogràfica
Es troba a Nova Zelanda i Austràlia (des del sud d'Austràlia Occidental fins a Nova Gal·les del Sud i Tasmània).

## Observacions
És inofensiu per als humans, tot i que li agrada mossegar els dits dels submarinistes.